# 16 novembre 2001
Le vendredi 16 novembre 2001 est le 320e jour de l'année 2001.

## Naissances
- Mialitiana Clerc, skieuse alpine malgacho-française

## Décès
- Jean-Pierre Riba (né le 8 mars 1944), chimiste français
- Mohammed Atef (né en 1944), policier égyptien
- Tommy Flanagan (né le 16 mars 1930), pianiste américain de jazz

## Événements
- le film d'Harry Potter, Harry Potter à l'école des sorciers est sortie du cinéma, ce qui fut un franc succès.
- En France :
  - Des éléments avancés d'un contingent français en préparation, partent de la base militaire d'Istres, pour sécuriser l'assistance humanitaire d'urgence dans la zone de Mazar-i-Charif en coordination avec les américains. Ces soldats seront bloqués en Ouzbékistan.
  - Le président Jacques Chirac appelle à « maintenir la mobilisation antiterroriste mondiale » et annonce « l'envoi d'avions de combat supplémentaires ».
- Sortie de l'album Attraction du groupe Paris Combo
- Création de la communauté de communes de Parthenay
- Sortie du film danois En kort en lang
- Sortie du jeu vidéo Headhunter
- Miss Monde 2001
- Sortie du jeu vidéo NYR : New York Race
- Création de la Neue Galerie à New-York
- Sortie de la console de jeu vidéo Pokémon Mini
- Sortie du jeu vidéo Star Trek: Armada II
- Sortie du jeu vidéo WWF SmackDown! Just Bring It
- Création de Wikipédia en afrikaans